# Wiesław Daszkiewicz
Wiesław Adam Daszkiewicz (ur. 12 lipca 1927 w Aleksandrowie Kujawskim, zm. 13 sierpnia 2013 w Poznaniu) – polski karnista, profesor nauk prawnych.

## Życiorys
Odbył studia na Wydziale Prawnym i Ekonomicznym Uniwersytetu Mikołaja Kopernika w Toruniu, natomiast w 1959 uzyskał doktorat, a potem stopień doktora habilitowanego. W 1967 nadano mu tytuł profesora w zakresie nauk prawnych. Pracował na stanowisku profesora w Zakładzie Postępowania Karnego na Wydziale Prawa i Administracji Uniwersytetu im. Adama Mickiewicza w Poznaniu.
Otrzymał nominację na profesora zwyczajnego Instytutu Państwa i Prawa Polskiej Akademii Nauk, oraz pełnił funkcję członka w wielu Komitetach Redakcyjnych w czasopismach Ruchu Prawniczego, Ekonomicznego i Socjologicznego, Państwa i Prawa, a także Komisji do spraw Reformy Prawa Karnego, Komisji do opracowania propozycji zmian prawa karnego i Rady Legislacyjnej przy Prezesie Rady Ministrów. Był współzałożycielem i pierwszym redaktorem naczelnego czasopisma Przegląd Prawa Karnego.
Zmarł 13 sierpnia 2013 roku. Pochowany został 20 sierpnia 2013 na cmentarzu junikowskim w Poznaniu.

## Życie prywatne
Jego żoną była Krystyna Paluszyńska, z którą miał dwóch synów, Pawła i Piotra.